# Shibboleth
Il termine shibbòleth (in italiano adattato in scibbolet) indica una parola o espressione che per la sua complessità fonologica è molto difficile da pronunciare per chi parla un'altra lingua o un altro dialetto. Per questa ragione, la parola viene scelta come contrassegno per distinguersi dai parlanti di altre comunità. Chi non è capace di pronunciarla correttamente viene quindi riconosciuto come straniero. Esempio: la parola olandese Scheveningen ([ˈsxeːvəˌnɪŋə(n)], ) è molto difficile da pronunciare in modo corretto perfino per i vicini tedeschi.

## Caratteristiche
La catena di suoni è particolarmente ardua da articolare, ma solo per gli stranieri: infatti, uno shibboleth si distingue da uno scioglilingua, la cui pronuncia è difficile per chiunque. Non è raro che la difficoltà sia dovuta a un gruppo consonantico particolarmente complesso.
Può essere inoltre che il parlante di una determinata comunità linguistica sia totalmente all'oscuro del fatto di non saper pronunciare come si deve uno shibboleth straniero, ma ciò non deve stupire: un particolare aspetto sociolinguistico del fenomeno sta nel fatto che un parlante non sempre ha la piena coscienza dell'effetto creato dalle sue parole sugli interlocutori.

## Etimologia ed esempi
La parola originale ebraica שבולת‎ /ʃiˈbɔlɛt/ significa in linea di massima 'spiga' anche se può essere stato il nome di un fiume o di un torrente, a seconda delle fonti. La parola acquistò la funzione di segno di riconoscimento (parola d'ordine) in base alla narrazione biblica secondo il Libro dei Giudici, 12,5-6: dopo un combattimento, i Galaaditi volevano impedire la fuga ai loro nemici sopravvissuti, gli Efraimiti. Questi ultimi, al momento di fuggire attraverso il fiume Giordano, dovevano quindi essere fermati e individuati come tali, anche se non sempre era evidente come riconoscerli. Si decise, dunque, di usare uno stratagemma: chi veniva fermato e negava di essere un efraimita, doveva dimostrare di saper pronunciare correttamente la parola shibboleth. Siccome, nella loro parlata, gli efraimiti non erano in grado di pronunciare il suono [ʃ] (come l'iniziale dell'italiano sciarpa), il test veniva ritenuto efficace: chi sbagliava la pronuncia, dicendo qualcosa come sibbolet, veniva infatti individuato e ucciso.
Per la semplicità delle sue caratteristiche fonologiche, l'italiano non è una lingua che si presta particolarmente al fenomeno degli shibboleth. Esistono, tuttavia, esempi paragonabili a quello biblico del fiume Giordano. Essi sono legati non tanto all'italiano, quanto invece alle diverse parlate locali. Si racconta, ad esempio, a mo' di aneddoto, che, durante la ribellione dei Vespri siciliani, gli abitanti dell'isola abbiano ucciso gli occupanti francesi che, interpellati, non sapessero pronunciare correttamente la parola siciliana ciciri ("ceci").
Una cosa simile è accaduta in Sardegna, dove durante la rivolta del 28 aprile 1794 gli abitanti della città di Cagliari chiedevano agli avversari piemontesi di pronunciare la parola "ceci" in sardo con la frase: "Nara Cixiri" (Dì ceci). A causa della pronuncia della lettera "x" (in sardo viene letta /ʒ/ come una "j" francese) i non sardi venivano facilmente individuati. Questo giorno è ancora oggi celebrato come "Sa die de sa Sardigna" (Il giorno della Sardegna).
Similmente, il termine spagnolo perejil ("prezzemolo") fu usato come shibboleth per distinguere gli haitiani dai dominicani durante il massacro che da esso prese il nome.